# Frew McMillan
Pour les articles homonymes, voir McMillan.
Frew McMillan, né le 20 mai 1942 à Springs, est un ancien joueur de tennis professionnel sud-africain.
Il est introduit au International Tennis Hall of Fame depuis 1992.

## Parcours dans les tournois duGrand Chelem

### En simple
| Année | Open d'Australie | Open d'Australie | Internationaux de France | Internationaux de France | Wimbledon       | Wimbledon     | US Open         | US Open      | Open d'Australie | Open d'Australie |
| ----- | ---------------- | ---------------- | ------------------------ | ------------------------ | --------------- | ------------- | --------------- | ------------ | ---------------- | ---------------- |
| 1961  | —                | —                | —                        | —                        | 1er tour (1/64) | M. Fox        | —               | —            | n.o.             | n.o.             |
| 1962  | —                | —                | —                        | —                        | 2e tour (1/32)  | W. Reed       | —               | —            | n.o.             | n.o.             |
| 1963  | —                | —                | 1er tour (1/64)          | A. Bey                   | 2e tour (1/32)  | J. Frost      | —               | —            | n.o.             | n.o.             |
| 1964  | —                | —                | 1er tour (1/64)          | T. Koch                  | 1er tour (1/64) | T. Okker      | 2e tour (1/32)  | T. Roche     | n.o.             | n.o.             |
| 1965  | —                | —                | 2e tour (1/32)           | J. Couder                | 1er tour (1/64) | T. Leius      | —               | —            | n.o.             | n.o.             |
| 1966  | —                | —                | 2e tour (1/32)           | J. Gisbert               | 2e tour (1/32)  | K. Fletcher   | —               | —            | n.o.             | n.o.             |
| 1967  | —                | —                | 3e tour (1/16)           | V. Egorov                | 1er tour (1/64) | R. Carmichael | —               | —            | n.o.             | n.o.             |
| 1968  | —                | —                | 2e tour (1/32)           | R. Ruffels               | 1er tour (1/64) | J. Alexander  | —               | —            | n.o.             | n.o.             |
| 1969  | —                | —                | 2e tour (1/32)           | R. Carmichael            | 1er tour (1/64) | A. Gimeno     | —               | —            | n.o.             | n.o.             |
| 1970  | —                | —                | —                        | —                        | 3e tour (1/16)  | R. Laver      | 2e tour (1/32)  | T. Okker     | n.o.             | n.o.             |
| 1971  | 1er tour (1/32)  | D. Crealy        | 3e tour (1/16)           | T. Nowicki               | 2e tour (1/32)  | O. Davidson   | 1er tour (1/64) | C. Graebner  | n.o.             | n.o.             |
| 1972  | —                | —                | 3e tour (1/16)           | J. Kodeš                 | 1er tour (1/64) | S. Ball       | 1/4 de finale   | C. Richey    | n.o.             | n.o.             |
| 1973  | —                | —                | 1er tour (1/64)          | H. Solomon               | 1er tour (1/64) | T. Sakai      | 1er tour (1/64) | I. El Shafei | n.o.             | n.o.             |
| 1974  | —                | —                | —                        | —                        | 1er tour (1/64) | S. Mayer      | 2e tour (1/32)  | S. Smith     | n.o.             | n.o.             |
| 1975  | —                | —                | —                        | —                        | 1er tour (1/64) | G. Reid       | 2e tour (1/32)  | C. Pasarell  | n.o.             | n.o.             |
| 1976  | —                | —                | —                        | —                        | 1er tour (1/64) | M. Riessen    | 1/8 de finale   | J. Kodeš     | n.o.             | n.o.             |
| 1977  | —                | —                | —                        | —                        | 2e tour (1/32)  | B. Mottram    | 1er tour (1/64) | I. Năstase   | —                | —                |
| 1978  | n.o.             | n.o.             | —                        | —                        | 3e tour (1/16)  | G. Masters    | 1er tour (1/64) | J. Granát    | —                | —                |

N.B. : à droite du résultat se trouve le nom de l'ultime adversaire.

### En double
Parcours en double à partir de 1968.
| Année | Open d'Australie                                                              | Open d'Australie                                                          | Internationaux de France                                                       | Internationaux de France                                                    | Wimbledon                                                                          | Wimbledon                                                                        | US Open                                                                        | US Open | Open d'Australie | Open d'Australie |
| ----- | ----------------------------------------------------------------------------- | ------------------------------------------------------------------------- | ------------------------------------------------------------------------------ | --------------------------------------------------------------------------- | ---------------------------------------------------------------------------------- | -------------------------------------------------------------------------------- | ------------------------------------------------------------------------------ | ------- | ---------------- | ---------------- |
| 1968  | —                                                                             | —                                                                         | 1/2 finale B. Hewitt \|\| style="text-align:left;" \| K. Rosewall F. Stolle    | 1/2 finale B. Hewitt \|\| style="text-align:left;" \| K. Rosewall F. Stolle | —                                                                                  | —                                                                                | n.o.                                                                           | n.o.    |                  |                  |
| 1969  | —                                                                             | —                                                                         | 1/4 de finale B. Hewitt \|\| style="text-align:left;" \| T. Okker M. Riessen   | 1/2 finale B. Hewitt \|\| style="text-align:left;" \| Newcombe T. Roche     | —                                                                                  | —                                                                                | n.o.                                                                           | n.o.    |                  |                  |
| 1970  | —                                                                             | —                                                                         | —                                                                              | —                                                                           | 1/2 finale B. Hewitt \|\| style="text-align:left;" \| Newcombe T. Roche            | 1/4 de finale B. Hewitt \|\| style="text-align:left;" \| R. Emerson R. Laver     | n.o.                                                                           | n.o.    |                  |                  |
| 1971  | 1er tour (1/16) R. Maud \|\| style="text-align:left;" \| G. Pollard R. Wilson | 1/2 finale B. Fairlie \|\| style="text-align:left;" \| A. Ashe M. Riessen | 1er tour (1/32) B. Hewitt \|\| style="text-align:left;" \| C. Graebner T. Koch | 1/2 finale B. Hewitt \|\| style="text-align:left;" \| Newcombe R. Taylor    | n.o.                                                                               | n.o.                                                                             |                                                                                |         |                  |                  |
| 1972  | —                                                                             | —                                                                         | Victoire B. Hewitt                                                             | P. Cornejo J. Fillol                                                        | Victoire B. Hewitt                                                                 | S. Smith E. Van Dillen                                                           | 1er tour (1/32) B. Hewitt \|\| style="text-align:left;" \| J. Cooper C. Dibley | n.o.    | n.o.             |                  |
| 1973  | —                                                                             | —                                                                         | 1/2 finale Carmichael \|\| style="text-align:left;" \| Newcombe T. Okker       | —                                                                           | —                                                                                  | 1/4 de finale Carmichael \|\| style="text-align:left;" \| T. Gorman R. Ramírez   | n.o.                                                                           | n.o.    |                  |                  |
| 1974  | —                                                                             | —                                                                         | —                                                                              | —                                                                           | 2e tour (1/16) B. Hewitt \|\| style="text-align:left;" \| B. Gottfried R. Ramírez  | —                                                                                | —                                                                              | n.o.    | n.o.             |                  |
| 1975  | —                                                                             | —                                                                         | —                                                                              | —                                                                           | 1/4 de finale B. Hewitt \|\| style="text-align:left;" \| Dowdeswell A. Stone       | 1er tour (1/32) B. Hewitt \|\| style="text-align:left;" \| C. Pasarell R. Tanner | n.o.                                                                           | n.o.    |                  |                  |
| 1976  | —                                                                             | —                                                                         | —                                                                              | —                                                                           | 1er tour (1/32) B. Hewitt \|\| style="text-align:left;" \| V. Amritraj A. Amritraj | 1/4 de finale B. Hewitt \|\| style="text-align:left;" \| P. Kronk C. Letcher     | n.o.                                                                           | n.o.    |                  |                  |
| 1977  | —                                                                             | —                                                                         | —                                                                              | —                                                                           | 1/4 de finale B. Hewitt \|\| style="text-align:left;" \| R. Case G. Masters        | Victoire B. Hewitt                                                               | R. Ramírez B. Gottfried                                                        | —       | —                |                  |
| 1978  | n.o.                                                                          | n.o.                                                                      | —                                                                              | —                                                                           | Victoire B. Hewitt                                                                 | P. Fleming J. McEnroe                                                            | 1/4 de finale B. Hewitt \|\| style="text-align:left;" \| M. Riessen S. Stewart | —       | —                |                  |
| 1979  | n.o.                                                                          | n.o.                                                                      | —                                                                              | —                                                                           | 1/2 finale B. Hewitt \|\| style="text-align:left;" \| P. Fleming J. McEnroe        | 1/4 de finale B. Hewitt \|\| style="text-align:left;" \| R. Lutz S. Smith        | —                                                                              | —       |                  |                  |
| 1980  | n.o.                                                                          | n.o.                                                                      | —                                                                              | —                                                                           | 1/4 de finale Günthardt \|\| style="text-align:left;" \| P. Fleming J. McEnroe     | 1/4 de finale B. Hewitt \|\| style="text-align:left;" \| R. Lutz S. Smith        | —                                                                              | —       |                  |                  |
| 1981  | n.o.                                                                          | n.o.                                                                      | —                                                                              | —                                                                           | 1/8 de finale B. Mottram \|\| style="text-align:left;" \| A. Amritraj V. Amritraj  | 1er tour (1/32) J. Kriek \|\| style="text-align:left;" \| R. Baxter J. Ross      | —                                                                              | —       |                  |                  |
| 1982  | n.o.                                                                          | n.o.                                                                      | —                                                                              | —                                                                           | 1/8 de finale S. Mayer \|\| style="text-align:left;" \| K. Curren S. Denton        | —                                                                                | —                                                                              | —       | —                |                  |
| 1983  | n.o.                                                                          | n.o.                                                                      | —                                                                              | —                                                                           | 1/8 de finale J. Fillol \|\| style="text-align:left;" \| K. Curren S. Denton       | —                                                                                | —                                                                              | —       | —                |                  |

N.B. : le nom du ou de la partenaire se trouve sous le résultat ; le nom des ultimes adversaires se trouve à droite.

## Participation aux Masters

### En double
| Année | Ville    | Surface         | Partenaire | Résultats | Résultat final |
| ----- | -------- | --------------- | ---------- | --------- | -------------- |
| 1977  | New York | Moquette indoor | Bob Hewitt | 2v, 0d    | Vainqueur      |
| 1978  | New York | Moquette indoor | Bob Hewitt | 0v, 1d    | Demi-finaliste |